# IC 3972
IC 3972 је појединачна звијезда у сазвјежђу Ловачки пси која се налази на листи објеката дубоког неба у Индекс каталогу.
Деклинација објекта је + 37° 16' 45" а ректасцензија 12h 59m 17,1s.